# 桃園市立美術館
桃園市立美術館為公立美術館，隸屬桃園市政府文化局，為桃園市政府二級機關。桃園市立美術館以一機關多場館的方式營運。除了桃園市立美術館（母館）（興建中）之外，多場館為兒童美術館及橫山書法藝術館。

## 各館簡介

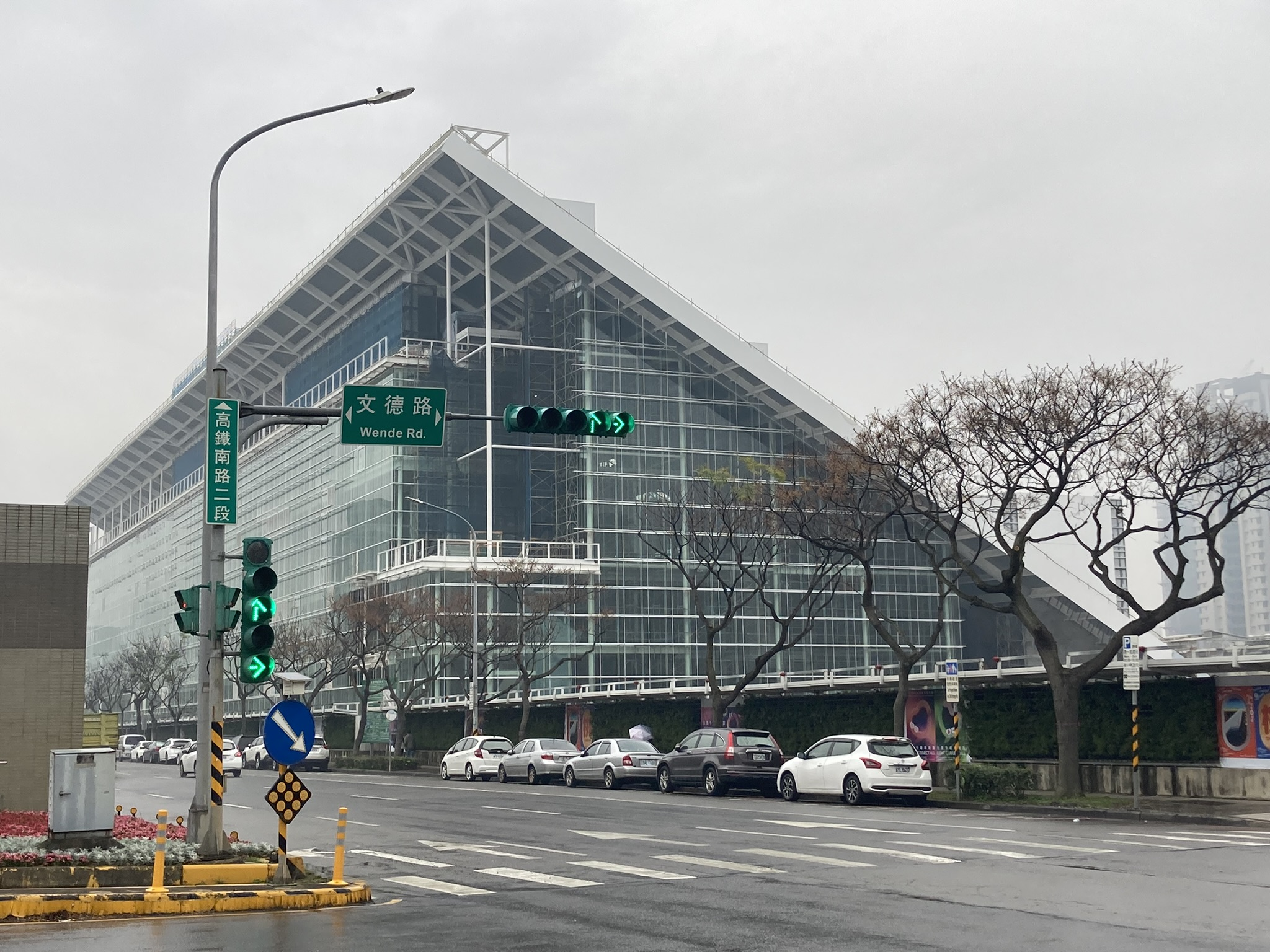
興建中的桃園市立美術館

- 桃園市立美術館（母館）：總樓地板面積有40,014平方公尺，僅次國立台灣美術館的49,604平方公尺，為全國最大的地區性公共美術館，興建經費為新臺幣47億元。2017年12月22日，第一階段競圖結果揭曉，4團隊入選。2018年3月2日，國際競圖評選出爐，由石昭永與共同投標廠商山本理顯設計工場獲得首獎[1]。2018年3月2日桃園市政府和建築師石昭永、山本理顯簽約，2018年11月13日開工、預計2022年完工[2]，後延至2024年中完工，但因為COVID-19疫情、缺工缺料等因素而再次延宕，目前希望能夠在2026年8月前啟用。2019年1月，第一標工程「願景館」動土開工。桃園市立美術館館群中的母館，座落於青塘園區。建築設計以新穎的「山丘」造型為外觀的館舍建築，空間包含箱空間、夾層空間、山丘，外部坡面錯落的涼亭綠蔭、展望台、戶外平台空間等。桃美館也推出 「藝聲菌」Podcast 節目，囊括各學者、藝術家及展覽資訊。[3]
- 桃園市兒童美術館：總樓地板面積有7,208平方公尺，2018年1月開始營運（過去設於八德區置地生活廣場五樓），2024年4月位於青埔的兒童美術館正式啟用試營運，未來將與母館以空中廊道相連。一、二樓為展覽廳及國際演講廳，三樓為工作坊及兒童藝術圖書空間，四樓為觀景平台。
- 橫山書法藝術館：總樓地板面積有3,054平方公尺，2016年3月計劃簽報核定，2017年9月工程動土開工，2021年10月開館營運。沿用傳統地名的橫山書法藝術館，為全臺首座由官方經營之書藝主題館，以書法藝術的展示、教育、推廣與研究為使命在以公園基地為「硯台」、陂塘為「墨池」的意象來規劃的園區中，建築師潘天壹打造了有如五方篆印的主體建築群，特色獨具，榮獲2018國家卓越建設獎「最佳規劃設計類」金質獎。

## 其他縣市美術館
- 臺北市立美術館
- 高雄市立美術館
- 國立臺灣美術館
- 新北市立美術館
- 臺中市立美術館（興建中）
- 臺南市美術館
- 彰化縣立美術館
- 嘉義市立美術館
- 臺東美術館
- 屏東美術館
- 台灣博物館列表

## 外部連結
- 桃園市立美術館網站 （页面存档备份，存于）
- 桃園市立美術館競圖網站
- 桃園市立美術館Youtube頻道 （页面存档备份，存于）
- 桃美館藝聲菌Podcast （页面存档备份，存于）